# Nos plus belles années (chanson)
Pour les articles homonymes, voir Nos plus belles années.
Singles par Grand Corps Malade
Des gens beaux
(2021)
Singles par Kimberose
Weak and Ok
(2021)
Nos plus belles années est une chanson de Grand Corps Malade en duo avec Kimberose, sortie le 26 août 2021. La chanson sert de deuxième single à la réédition de l'album Mesdames de Grand Corps Malade.

## Paroles
La chanson traite de la nostalgie et de la mélancolie. Tandis que Kimberose parle des temps passés, Grand Corps Malade veut mêler la mélancolie « au présent », tout en évoquant aussi son passé et son futur.

## Clip vidéo
Le clip vidéo est réalisé par Mehdi Idir, collaborateur de longue date de Grand Corps Malade. Il montre, via un écran divisé, un homme et une femme à différentes époques, de l'enfance à l'âge adulte, et qui finissent par se mettre en couple et avoir un enfant ensemble.

## Classements hebdomadaires
| Classements (2021-22)                   | Meilleure position |
| --------------------------------------- | ------------------ |
| France (SNEP)                           | 49                 |
| France (SNEP Radio)                     | 6                  |
| France (Digital Songs)                  | 2                  |
| Belgique (Wallonie Ultratop 50 Singles) | 17                 |